# 382 (tal)
382 är det naturliga talet som följer 381 och som följs av 383.

## Inom vetenskapen
- 382 Dodona, en asteroid.

## Inom matematiken
- 382 är ett jämnt tal.
- 382 är ett sammansatt tal.
- 382 är ett defekt tal.
- 382 är ett Erdős–Woodstal.